# Phil Anselmo

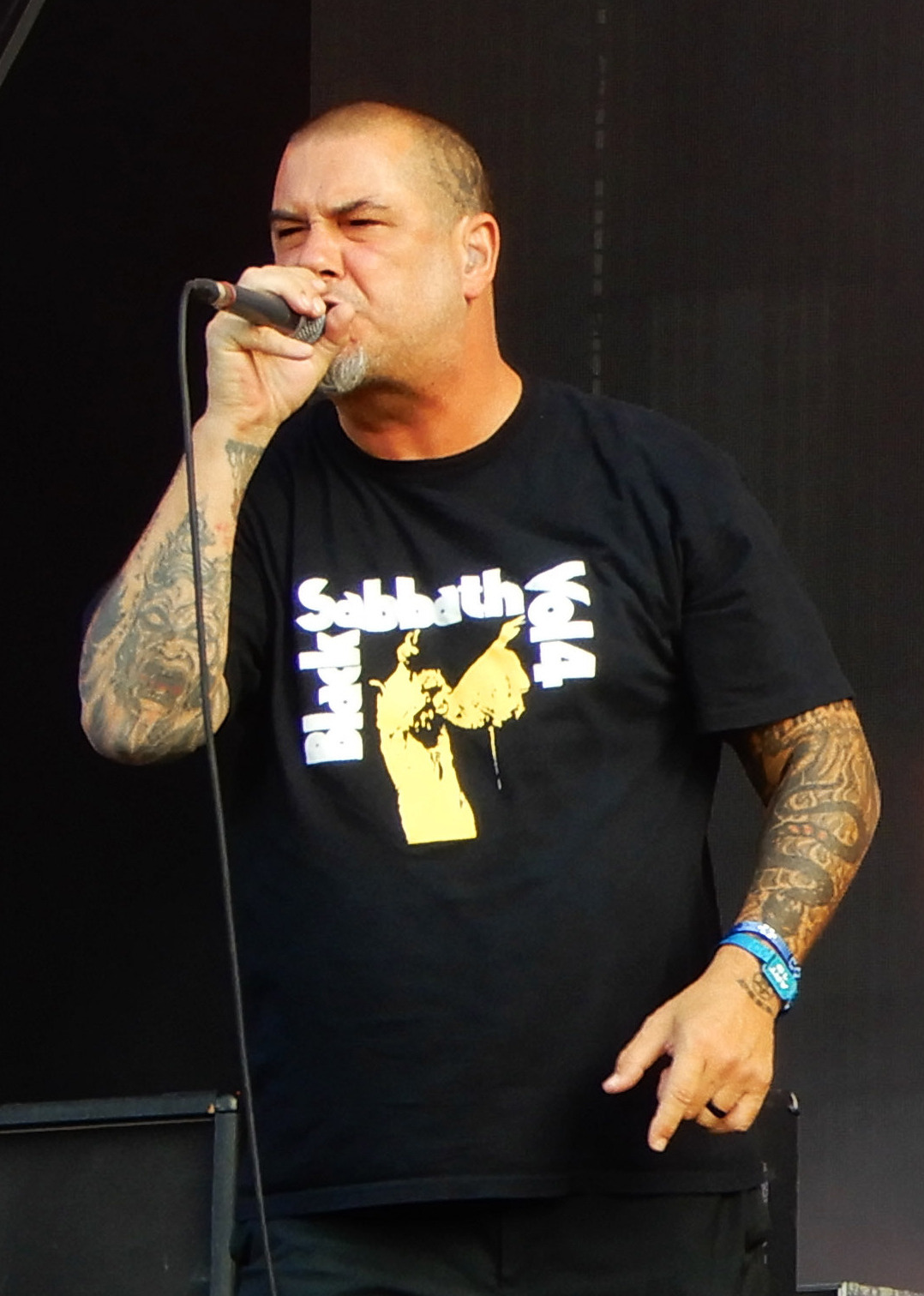
Phil Anselmo (Down, Hellfest 2022)

Philip Hansen (Phil) Anselmo (New Orleans, 30 juni 1968) is een heavymetalzanger. Hij is vooral bekend geworden als zanger van de band Pantera.

## Pantera
Anselmo kwam in 1987 als zanger bij Pantera, hij verving daarbij Terry Lee. Hij nam met de band de plaat Power Metal op, het laatste album in de glammetalstijl die Pantera tot dan toe kende.
Rond 1995 begon Anselmo, onder invloed van zijn drugsverslaving, zich steeds afstandiger tegenover de band te gedragen. In 2001, na de aanslagen van 11 september, besloot de band te stoppen met de tournee waar ze op dat moment mee bezig waren. Tevens verklaarde Anselmo dat hij een pauze van de band wilde, vanwege zijn rugklachten - waarvoor hij aanvankelijk weigerde geopereerd te worden en de interviews die altijd over Pantera gingen. Deze break duurde echter langer dan verwacht. De gebroeders Abbott (Dimebag Darrell en Vinnie Paul Abbott) maakten zich zorgen over de toekomst van Pantera en naar eigen zeggen probeerden ze wanhopig contact met Anselmo te maken. Hierop zou volgens de gebroeders Abbott geen reactie van Anselmo gekomen zijn. De broers richtten vervolgens de band Damageplan op. Op hun album uit 2004 staat het nummer 'Fuck You' (opgenomen met Corey Taylor, van Slipknot en Stone Sour). Dit lijkt direct gericht te zijn tegen Phil Anselmo.

## De dood van Dimebag
In 2004 werd de ex-Pantera gitarist Dimebag neergeschoten tijdens het eerste nummer van een concert van Damageplan. Anselmo verklaarde dat dit de schuld was van de media en dat hij er spijt van had dat hij de ruzie met Dimebag nooit heeft kunnen bijleggen. Hij zou ooit over Dimebag gezegd hebben "Dimebag deserves to be beaten severely". Dit hebben de naasten van Dimebag hem nooit vergeven, wat resulteerde in de afwezigheid van Phil Anselmo op de begrafenis van Dimebag Darrell. 
Anselmo zei in een video die hij had opgenomen tijdens een tour van Superjoint Ritual, dat hij enorm spijt had van het feit dat hij niet bij de begrafenis van "zijn broeder" had kunnen zijn, dat hij een kogel voor Dimebag had willen krijgen en dat het hem vooral speet tegenover Vinnie Paul Abbott en Dimebags verdere familie.

## Carrière na Pantera
Na Pantera heeft Anselmo twee albums uitgebracht met Superjoint Ritual. Sinds 1991 is hij zanger en medeoprichter van de band Down. In 2013 bracht hij een soloalbum uit.